# سبکی سر
سبکی سر یک احساس معمول و معمولاً ناخوشایند سرگیجه یا احساسی است که فرد ممکن است غش کند. احساس سبکی سر می‌تواند کوتاه مدت، طولانی مدت یا به ندرت تکرار شونده باشد. علاوه بر سرگیجه، فرد ممکن است احساس کند که سرش بی‌وزن است. همچنین ممکن است فرد احساس کند که اتاق در حال «چرخش» یا حرکت است (سرگیجه). بیشتر علل سبکی سر جدی نیستند و به سرعت رفع شده یا به راحتی درمان می‌شوند.
حفظ تعادل به مغز نیاز دارد که انواع اطلاعات دریافتی از چشم‌ها، دستگاه عصبی و گوش‌های درونی را پردازش کند. اگر مغز قادر به پردازش این سیگنال‌ها نباشد، مانند زمانی که پیام‌ها متناقض هستند، یا اگر سیستم‌های حسی به درستی کار نمی‌کنند، ممکن است فرد دچار سبکی سر یا سرگیجه شود.
سبکی سر بسیار شبیه به پیش‌سنکوپ است. پیش‌سنکوپ مرحلهٔ پیش از سنکوپ (غش کردن) است، به ویژه در موارد از دست دادن موقت میدان بینایی

## علل
سبکی سر معمولاً می‌تواند از کمبود موقت رسیدن خون یا اکسیژن به مغز به‌دلیل افت فشار خون، کم‌آبی سریع ناشی از استفراغ، اسهال یا تب باشد. علل دیگر عبارت‌اند از: ارتفاع‌زدگی، قند خون پایین، هیپرونتیلاسیون، سندرم تاکی‌کاردی ارتواستاتیک وضعیتی، حملات پانیک و کم‌خونی. همچنین می‌تواند نشانهٔ بسیاری از بیماری‌های دیگر مانند مشکلات قلبی (از جمله ریتم غیرطبیعی قلب یا حمله قلبی)، مشکلات تنفسی مانند پرفشاری ریوی، آمبولی ریه، و همچنین سکته مغزی، خونریزی، و شوک باشد. اگر هر یک از این اختلالات جدی وجود داشته باشد، فرد معمولاً علائم دیگری مانند درد قفسه سینه، احساس تپش قلب، از دست دادن تکلم یا تغییر در بینایی نیز خواهد داشت.
بسیاری از افراد، به‌ویژه با افزایش سن، اگر خیلی سریع از حالت درازکش یا نشسته بلند شوند، دچار سبکی سر می‌شوند. سبکی سر اغلب با آنفلوانزا، هیپوگلیسمی، سرماخوردگی یا آلرژی همراه است. سرگیجه می‌تواند با استفاده از داروهای آنتی‌هیستامین مانند لووستیریزین یا برخی آنتی‌بیوتیک‌ها یا مهارکننده‌های انتخابی بازجذب سروتونین تحریک شود. نیکوتین یا فرآورده‌های تنباکو می‌تواند باعث سبکی سر برای مصرف‌کنندگان بی‌تجربه شود. داروهای مخدر مانند کدئین نیز می‌توانند باعث سبکی سر شوند.

## درمان
درمان سبکی سر بستگی به علت یا مشکل زمینه‌ای دارد. درمان ممکن است شامل نوشیدن مقدار زیادی آب یا مایعات دیگر باشد (مگر این‌که سبکی سر نتیجهٔ مسمومیت با آب باشد که در این صورت، نوشیدن آب بسیار خطرناک است). اگر بیمار به‌دلیل حالت تهوع و استفراغ، مایعات را دفع کند، ممکن است به مایعات داخل وریدی مانند رینگر لاکتات نیاز داشته باشد. مبتلایان به سبکی سر باید سعی کنند چیزی شیرین خورده و به‌حالت دراز کشیده یا نشسته قرار گرفته و ارتفاع سر را نسبت به بدن کاهش دهند (مثلاً با قرار دادن سر بین زانوها).
سایر درمان‌های ساده عبارت‌اند از پرهیز از تغییرات ناگهانی وضعیت بدن هنگام نشستن یا دراز کشیدن و پرهیز از قرارگیری در معرض نورهای شدید.
چندین الکترولیت ضروری هنگام تعریق بدن دفع می‌شوند. هنگامی که افراد برای مدت طولانی گرمای غیرعادی یا شدید را تجربه می‌کنند، تعریق بیش از حد می‌تواند باعث کمبود برخی الکترولیت‌ها شود که به نوبهٔ خود می‌تواند باعث سبکی سر شود.